# 高拴平
高拴平（1961年11月—），陕西扶风人，汉族，中华人民共和国政治人物、第十一届全国政协委员。
担任民盟中央常委、秘书长。2008年，当选第十一届全国政协委员，代表中国民主同盟，分入第五组。